# Denise Curry
Denise Marie Curry (nacida el 22 de agosto de 1959 en Fort Benton, Montana) es una exjugadora de baloncesto estadounidense. Consiguió 3 medallas con  Estados Unidos en mundiales y Juegos Olímpicos. 